# Skurträsket (Örträsks socken, Lappland)
Skurträsket är en sjö i Lycksele kommun i Lappland och ingår i Umeälvens huvudavrinningsområde. Sjön har en area på 1,05 kvadratkilometer och ligger 249,9 meter över havet. Sjön avvattnas av vattendraget Ramsan.

## Delavrinningsområde
Skurträsket ingår i det delavrinningsområde (712696-165624) som SMHI kallar för Utloppet av Skurträsket. Medelhöjden är 275 meter över havet och ytan är 25,17 kvadratkilometer. Det finns inga avrinningsområden uppströms utan avrinningsområdet är högsta punkten. Ramsan som avvattnar avrinningsområdet har biflödesordning 2, vilket innebär att vattnet flödar genom totalt 2 vattendrag innan det når havet efter 105 kilometer. Avrinningsområdet består mestadels av skog (72 procent) och sankmarker (13 procent). Avrinningsområdet har 1,93 kvadratkilometer vattenytor vilket ger det en sjöprocent på 7,6 procent.